# La Haba
La Haba és un municipi de la província de Badajoz, a la comunitat autònoma d'Extremadura. Està agermanat amb el municipi de Sant Cugat del Vallès, a la província de Barcelona.